# 小行星7678
小行星7678（7678 Onoda）是一颗围绕太阳公转的小行星。1996年2月15日，中村彰正在久万高原町发现了此天体。
該小行星以日本山口縣的小野田市命名。
这颗小行星的绝对星等为339.5497817764526等。